# Joieria Monés
La Joieria Monés és un edifici situat als carrers de Guillem Tell, 47 i Lincoln, 36-38 del barri del Farró de Barcelona. Està catalogat com a bé amb elements d'interès (categoria C).

## Història
Va ser construït el 1961 com a fàbrica de la joieria Monés, pels arquitectes Joan Antoni Ballesteros i Figueras, Joan Carles Cardenal i González, Francisco de la Guardia Conte. Pere Llimona Torras i Xavier Ruiz Vallés. Posteriorment esdevingué la seu de l'Institut Feli, dedicat al disseny i la moda. El 2003 l'Ajuntament de Barcelona col·locà a la façana una placa d'homenatge a Felicidad Duce, fundadora de l'institut. Actualment és la seu de l'escola Educo.

## Descripció
Consta de soterrani, semisoterrani, planta baixa i quatre plantes pis. La planta baixa està plantejada com a sòcol transparent, que deixa veure l'estructura. La façana al carrer de Guillem Tell té un aplacat de gresite gris, mentre que la façana al carrer de Lincoln, la més llarga, conté tres galeries que estan protegides per uns plans de lamel·les orientables enrasats amb la cara exterior. Una gran obertura rectangular al coronament de les façanes entronca aquest edifici amb el llenguatge racionalista.